# 561 Ingwelde
561 Ingwelde
561 Ingwelde là một tiểu hành tinh ở vành đai chính. Nó thuộc nhóm tiểu hành tinh Themis, và được xếp loại tiểu hành tinh kiểu C, có bề mặt tối và thành phần cấu tạo có lẽ bằng vật liệu cacbonat nguyên thủy.
Tiểu hành tinh này do Max Wolf phát hiện ngày 26.3.1905 ở Heidelberg và có lẽ được đặt theo tên Ingwelde, nhân vật chính trong vở opera cùng tên của Max von Schillings.